# Johann Ludwig Schumacher
Johann Ludwig Schumacher  (* 11. Februar 1796 in Doberan; † 5. November 1855 in Schwerin) war ein deutscher Fiskalbeamter und Parlamentarier.

## Leben
Johann Ludwig Schumacher war der Sohn des Ersten Beamten in Doberan und entstammte einer mecklenburgischen Beamtenfamilie. Er studierte an der Universität Rostock. Als Verwaltungsjurist und Kammerat entwickelte er besonderes Interesse für die Agrarstruktur Mecklenburgs und die Finanzverfassung des Landes. Er wurde als Geheimer Kammerat Chef des von ihm neu geformten Revisionsdepartments und des ersten Statistischen Amts in Mecklenburg-Schwerin, das er in enger Zusammenarbeit mit dem preußischen Statistiker Friedrich Wilhelm von Reden konzipierte.
In den 1840er Jahren kämpfte er mit seinen Freunden Johann Heinrich von Thünen und Friedrich Pogge gegen die noch bestehende Feudalverfassung und für einen freien Bauernstand als Grundlage einer modernen Agrarverfassung und für eine landwirtschaftliche Betriebswirtschaftslehre.
1848 wurde er im Wahlkreis Mecklenburg-Schwerin 43 als Liberaler in die Mecklenburgische Abgeordnetenversammlung gewählt und gleichzeitig Mitglied des Finanzministeriums. Die liberalen Einstellungen seiner Abgeordnetengruppierung standen in diesem Parlament gegen die radikaleren Positionen der Linken nicht durch. Sein Ministerium wurde infolge des Freienwalder Schiedsspruchs aufgelöst.
Er war aktives Mitglied im Mecklenburgischen Patriotischen Verein, der sich für die Verbesserung der landwirtschaftlichen Rahmenbedingungen einsetzte.

## Schriften
- Mittheilungen an seine Landsleute in Mecklenburg über die Versammlung Deutscher Land- und Forstwirthe in Altenburg, Hinstorff, Rostock 1843
  - Zahlreiche Aufsätze landwirtschaftlichen und/oder ökonomischen Inhalts veröffentlicht in verschiedenen Reihen, überwiegend im Archiv der politischen Oekonomie und Polizeiwissenschaft